# Bremer Tabelle zur Berechnung des Altersvorsorgeunterhalts
Die Bremer Tabelle dient in der Rechtsprechung im deutschen Familienrecht der Berechnung des Altersvorsorgeunterhalts, der nach einer Scheidung vom unterhaltspflichtigen an den unterhaltsberechtigten Ehepartner gezahlt wird. Die Tabelle wird derzeit von Richter am OLG a. D. Werner Gutdeutsch, München, fortgeführt.